# 闻立鹏
闻立鹏（1931年—），男，湖北浠水人，聞一多之子，中国油画艺术家、美术评论家，曾任中央美术学院教授、油画系主任，中国美术家协会理事。